# ДОТ № 502 (КиУР)

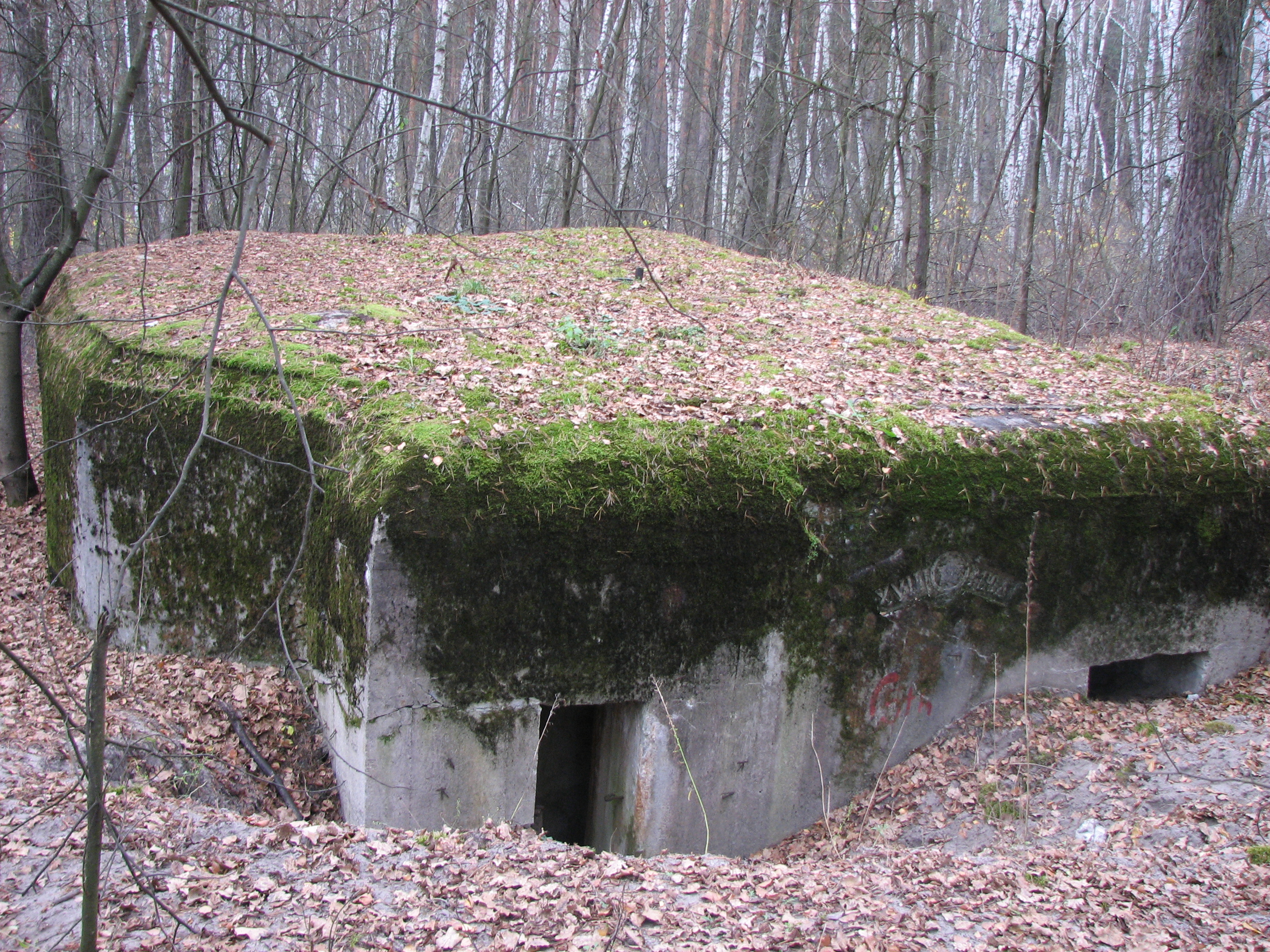
ДОТ № 502

ДОТ № 502 — долговременная огневая точка, входившая в первую линию обороны Киевского укрепрайона близ населённого пункта Горенка.

## Конструкция
Сооружение построено в период 1929 - 1935 годов на западном участке обороны Киева непосредственно на переднем крае укрепрайона, севернее села Горенка. ДОТ № 502 имеет 1 этаж и три пулемётных амбразуры для станковых пулемётов, его класс стойкости «М1», то есть он способен выдержать 1 попадание 203-мм гаубицы.

## Служба

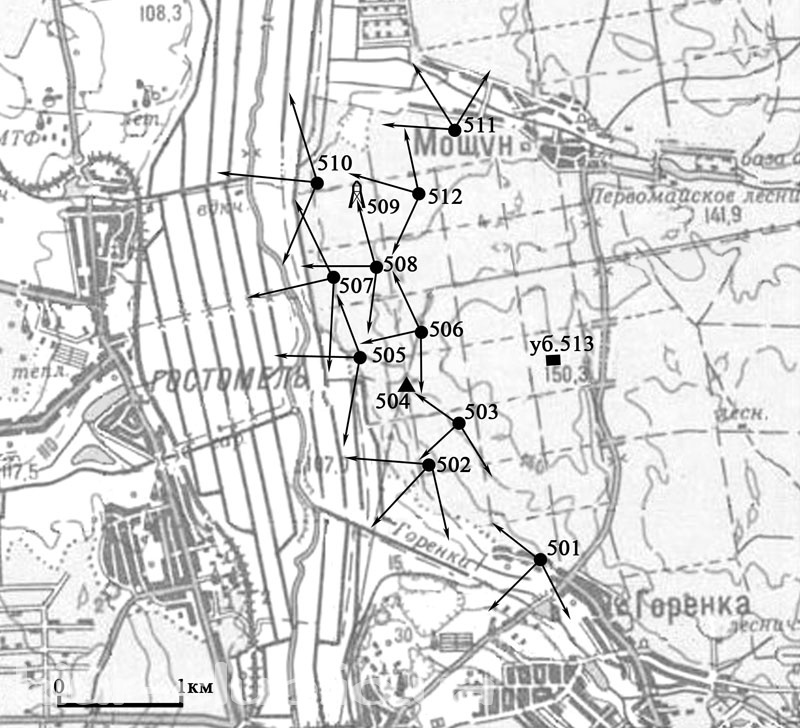
ДОТ № 502 в системе обороны 13-го БРО КиУР

Фортификационное сооружение приняло участие в Отечественной войне и организационно входило в 13-й батальонный район обороны (БРО) КиУР, прикрывающего участок Мощун - Горенка. В данном БРО долговременные сооружения были построены плотно и имели друг с другом огневую связь. Гарнизон сооружения состоял из бойцов 161-го отдельного пулемётного батальона КиУР.
Во время первого генерального штурма КиУР, который начали войска 29-го армейского корпуса вермахта 4 августа 1941 года, ДОТ находился на спокойном участке фронта. Во время второго штурма КиУР, который начался 16 сентября 1941 года, ДОТ № 502 не имел боевого контакта с врагом. Днём 18 сентября войска 37-я армии Юго-Западного фронта получают приказ-разрешение на оставление города Киев и КиУР. Гарнизоны долговременных сооружений были одними из последних, кто уходил на левый берег реки Днепр. Среди них был и гарнизон ДОТ № 502. Во время отступления гарнизон не подорвал сооружение. Но не исключено, что пулемёты и внутреннее оборудование было выведено из строя. Днём 19 сентября передовые части 71 пехотной дивизии заняли территорию 13-го БРО без боя, задерживая лишь красноармейцев-дезертиров и перебежчиков. Во время зачистки после 19 сентября немецкие сапёры ДОТ также не взорвали.
История ДОТ № 502, как и всего 3-го батальонного района обороны (БРО) КиУР, напоминает доктрину «Fleet in being» в действии. Многочисленная группа долговременных и полевых оборонительных сооружений с артиллерией удерживала немцев от полномасштабного штурма данного участка. С другой стороны это принуждало противника держать здесь неоправданно большое число войск, которые можно было бы задействовать более эффективно на других участках фронта. Ведь был риск, что советские войска, прикрываясь оборонительными сооружениями, могут перейти в сильную, подготовленную атаку.

## Настоящее время
ДОТ сохранился и имеет статус памятника истории, науки и техники местного значения (приказ Министерства культуры Украины № 45 от 20.01.2012, охранный номер 513/61-Ко).

## Галерея

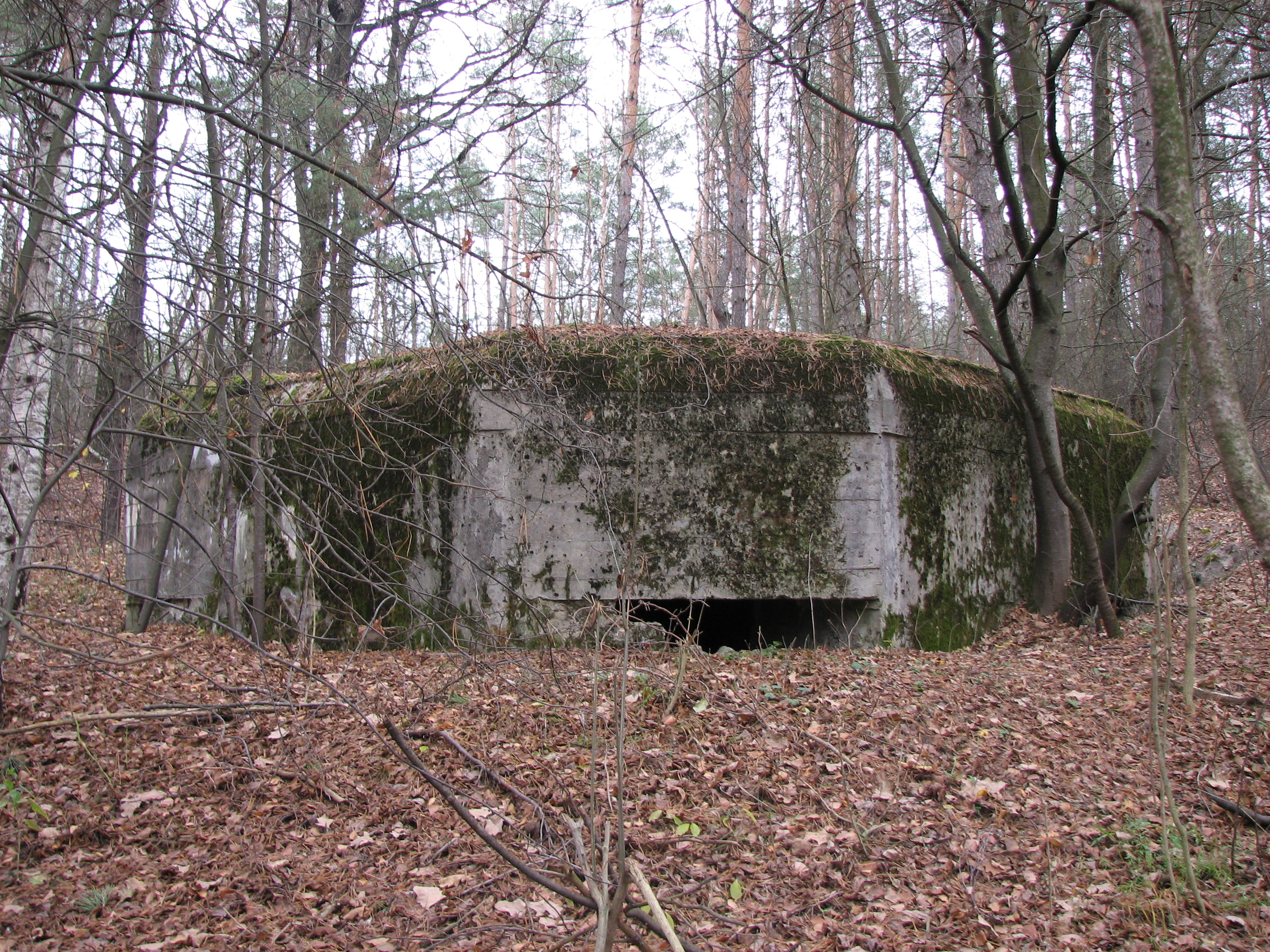
Общий вид сооружения.
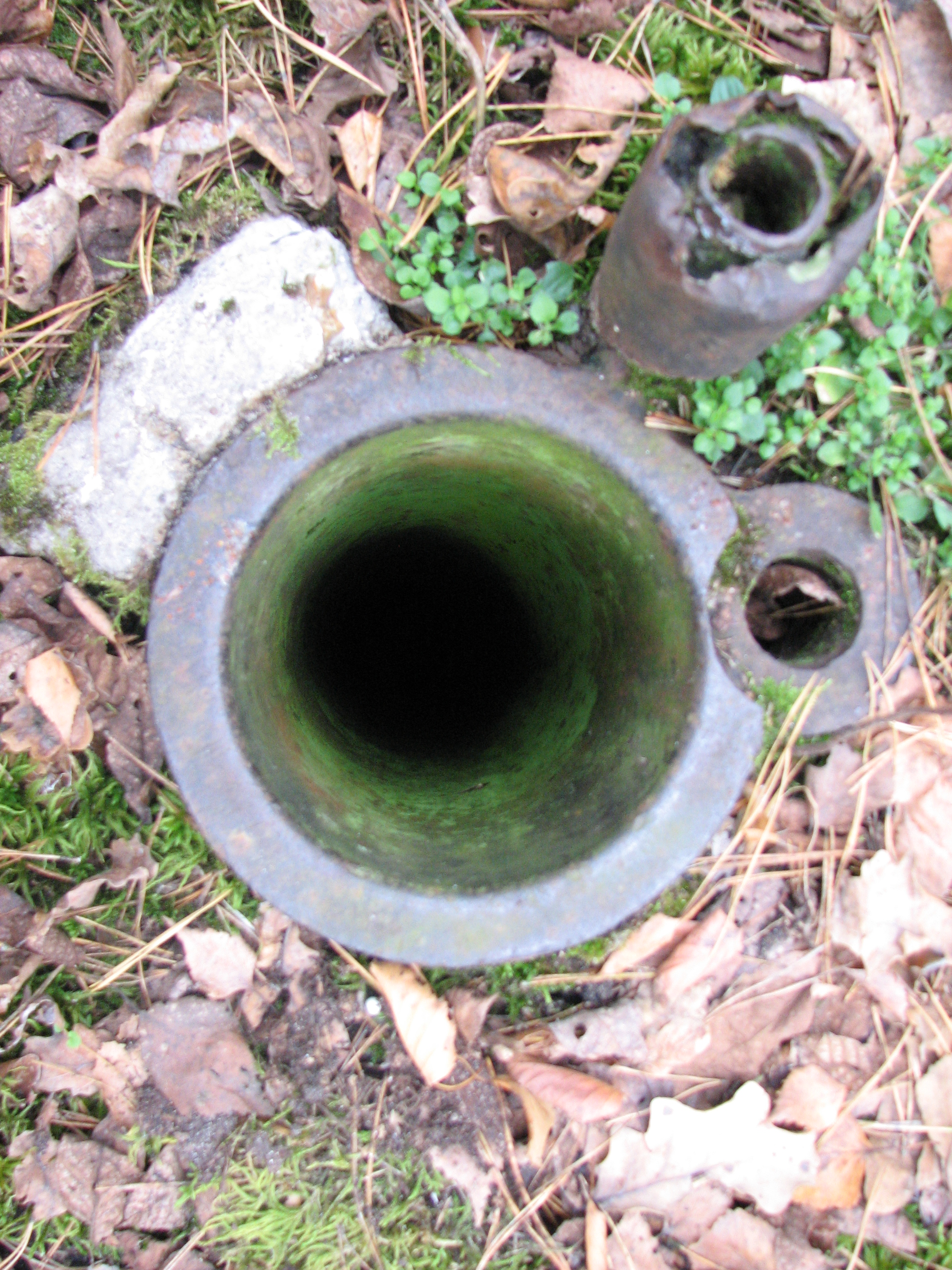
Обсадная труба перископа на перекрытии ДОТ.
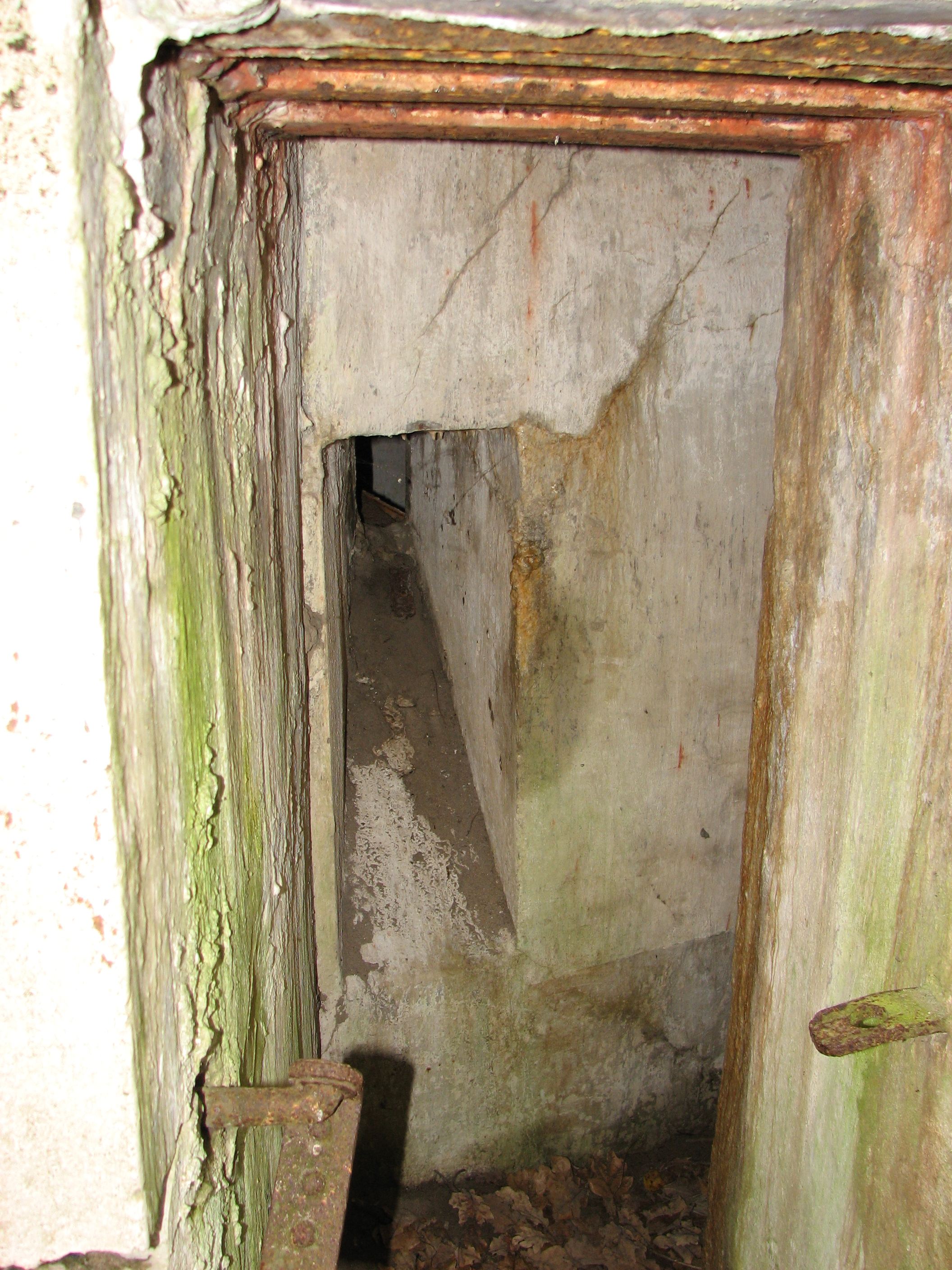
Вспомогательная амбразура для ручного пулемёта для защиты входа.
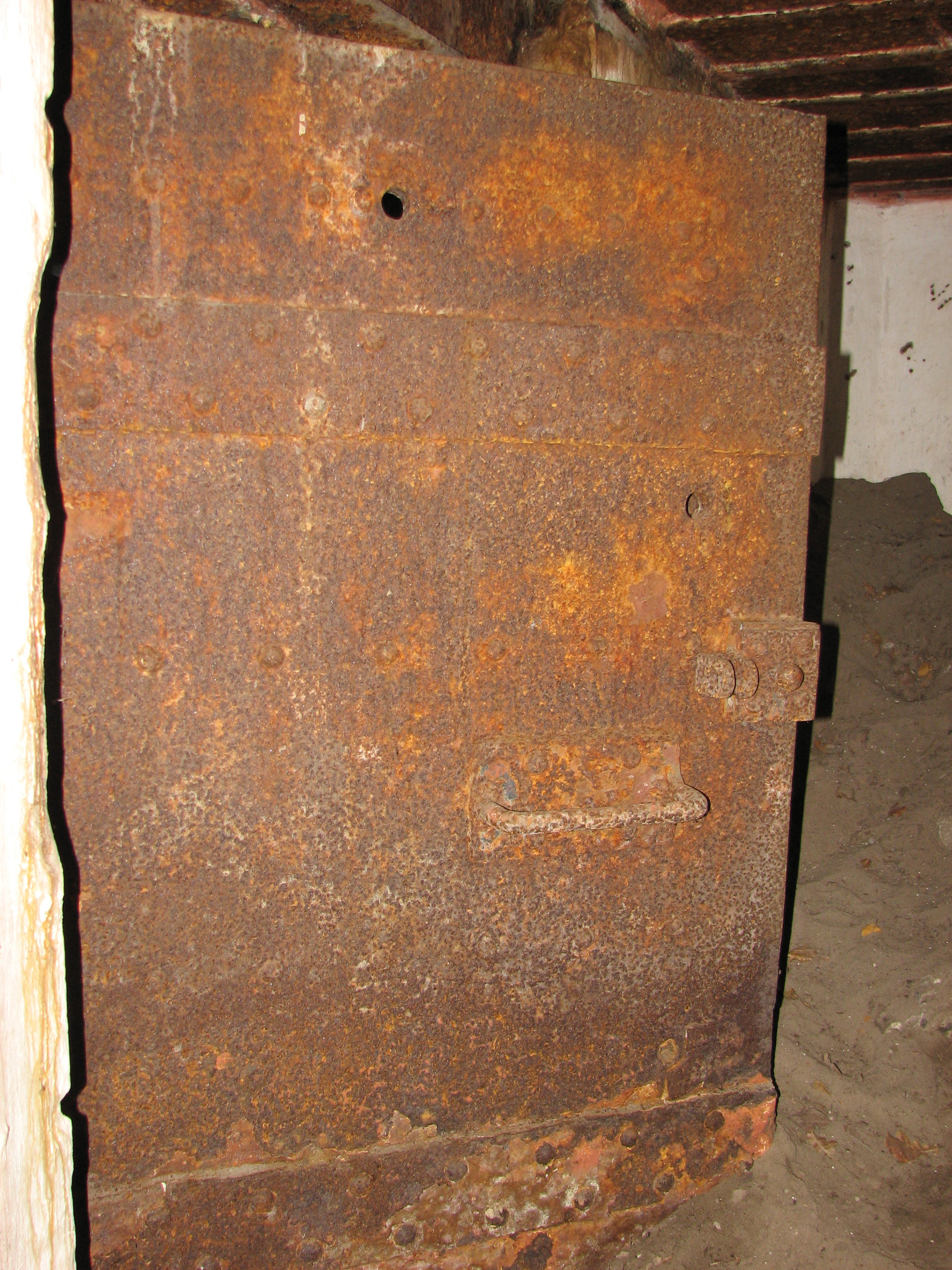
Бронедверь.